# HMS Ilex
Pour les articles homonymes, voir HMS et Ilex.
Le HMS Ilex est un destroyer de classe I construit pour la Royal Navy à la fin des années 1930.
Sa quille est posée le 16 mars 1936 au chantier naval John Brown & Company à Clydebank, en Écosse. Il est lancé le 28 janvier 1937 et mis en service le 7 juillet 1937. À compter du 1er janvier 1938, il est sous le commandement du commander Philip Lionel Saumarez.

## Historique
Lorsque la Seconde Guerre mondiale éclate, l'Ilex est affecté à la 3e flottille de destroyers de la flotte méditerranéenne en rejoignant Malte comme port d'attache, avant de faire demi-tour et rejoindre le commandement des atterrages occidentaux pour des tâches d'escorte de convoi deux jours plus tard. Le 13 octobre, il coule en compagnie de son sister-ship HMS Imogen le sous-marin allemand U-42 après que celui-ci ait tenté de couler le cargo SS Stonepool.
Au cours du premier semestre de 1940, l'Ilex effectue des tâches de contrôle de la flotte dans la zone de la mer du Nord. En mai, il est transféré dans la deuxième flottille de destroyers pour servir en Méditerranée. Le 27 juin 1940, en compagnie des destroyers britanniques Dainty, Defender, Decoy et de l'australien Voyager, il lance une attaque de charges de profondeur contre le sous-marin italien Console Generale Liuzzi en Crète. Forcé à faire surface, il est sabordé par son équipage. Deux jours plus tard, le 29 juin, le groupe attaque et coule probablement le sous-marin italien Argonauta vers 6 h 15, bien qu'il soit possible que celui-ci ait été coulé par un Sunderland de la RAF plus tard le même jour. Le 29 juin également, les Dainty et Ilex contribuent au naufrage du Uebi Scebeli au sud-ouest de la Crète. L'Ilex participe ensuite à la bataille de Calabre et le 19 juin, escorte le Sydney pendant le naufrage du Bartolomeo Colleoni au large du cap Spada, sauvant 230 survivants.
Il sert au sein de la flotte méditerranéenne jusqu'à la fin de 1940. Le 11 novembre, il est déployé comme destroyer éclaireur pour l'Illustrious lors de l'attaque de la flotte italienne à Tarante.
Le 20 mars, il sert de destroyer éclaireur pour la flotte lors de la bataille du cap Matapan. Le 14 juin, elle subit d'importants dégâts structurels à la suite d'attaques lors d'une opération visant à empêcher les navires de guerre français vichystes d'intervenir. Le navire est remorqué jusqu'à Haïfa et y subit une série de réparations temporaires à Suez, Aden, Mombasa et Durban, afin de rejoindre les États-Unis pour une réparation complète.
Ce n'est qu'en septembre 1942 que l'Ilex reprend ses fonctions de navire de guerre. Il passa le reste de l'année à Freetown, en Sierra Leone, assurant des tâches d'escorte de convois.
En février 1943, l'Ilex rentre en Méditerranée et participe aux débarquements de Sicile et de Salerne en juillet et août. Le 13 juillet, il coule en compagnie de l'Echo le sous-marin italien Nereide au sud-est du détroit de Messine. En décembre, il est retiré du service actif en raison d'une charge de défauts élevée et d'une faible disponibilité.
L'Ilex est désarmé à Bizerte en Tunisie, puis transféré à Ferryville en juin où il est amarré.
En mars 1945, le destroyer est remorqué à Malte pour être réparé et, en avril, placé dans la « catégorie de réserve C », l'enquête le déclarant "non requis pour reprendre le service opérationnel". Il est placé sur la liste des navires de réserve en août.
L'Ilex est vendu pour démolition à Malte le 22 janvier 1946 et démoli en Sicile en 1948.

## Corps des cadets de la marine
Les cadets de la marine de Salford sont affiliés au navire et portent le nom de TS Ilex. Les cadets de la marine de Salford sont situés à Worsley et offrent des services aux jeunes de 10 à 18 ans de toute la ville de Salford.
L'unité a été constituée en 1936 pendant la Warship Week « Eccles » et est l'un des plus anciens groupes de jeunes en activité de la ville. Les cadets de la marine de la ville de Salford actuels sont un regroupement des cadets de la marine d'Eccles et du district (TS Ilex) et des cadets de la mer de Salford (TS Irwell). L'unité a déménagé dans son domicile actuel à Worsley à la fin des années 1980.